# 노력항

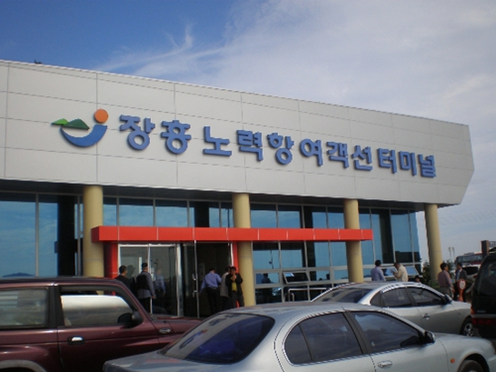
노력항의 모습.

노력항(老力港)은 전라남도 장흥군 회진면 덕산리 노력도에 위치한 항구다. 항구는 1,400평의 면적에 차량 100대와 더불어 버스 30대를 수용할 수 있는 크기다. 대한민국의 육지에서 제주도로 가는 시간이 가장 빠른 카페리 선박인 오렌지호를 운항한다. 오렌지호의 회사인 장흥해운과도 연관이 있다. 항구에는 노력항시외버스정류장이 설치되어 육지에서 배로 환승하기 편리하다. 오렌지호는 노력항과 제주도 동쪽의 성산포항을 왕복운항한다.
2017년 현재 노력항은 운영중단되었다

## 같이 보기
- 장흥해운
- 오렌지호